# 전해전지

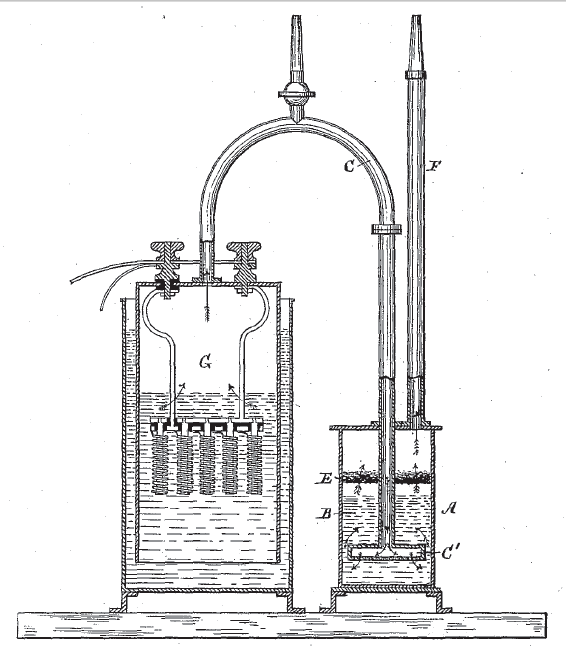
19세기 산수소 생산용 전해조

전해전지(electrolytic cell)는 외부 전기 에너지원을 활용하여 그렇지 않으면 일어나지 않을 화학 반응을 강제하는 전기화학 전지이다.(pp. 64, 89) 외부 에너지원은 전지의 두 전극 사이에 적용되는 전압이다. 해당 두 전극은 전해액에 담근 양극(양전하 전극)과 음극(음전하 전극)이다. 이는 자체가 전기 에너지의 원천이자 기초가 되는 갈바니 전지와 대조된다. 갈바니 전지에서 일어나는 알짜 반응은 자발적 반응이다. 즉, 깁스 자유 에너지는 -ve로 유지되는 반면, 전해조에서 일어나는 알짜 반응은 이 자발적 반응의 반대이다. 즉, 깁스 자유 에너지는 +ve이다.

## 같이 보기
- 전기 분해
- 화학 전지
- 갈바니 전지